# Camino de Santiago de la Ría de Arosa
Este camino histórico, también conocido como Ruta Jacobea Marítima o Ruta Jacobea del Río Ulla debe el primero de sus nombres a poseer una peculiaridad que la diferencia del resto: uno de los trazados puede hacerse por vía marítimo-fluvial en lugar de terrestre.
La tradición cuenta que tras su martirio y muerte en Jerusalén en el año 44, el cuerpo y la cabeza del Apóstol Santiago fueron transportados por sus discípulos en barco desde Jaffa. Una vez alcanzadas las costas gallegas remontaron la Ría de Arosa y el Río Ulla y alcanzaron la ciudad de Iria Flavia, actual Padrón.
Sea cual fuere el inicio de la ruta, los peregrinos acaban conduciendo sus pasos a Puentecesures donde continúan camino hacia Santiago de Compostela junto a los que traen la ruta costera del Camino de Santiago de los Portugueses.

## Trazado de la ruta

### Ruta terrestre desde Sangenjo
| Población            | Provincia  | A Santiago (km) | Web                                                       |
| -------------------- | ---------- | --------------- | --------------------------------------------------------- |
| Sangenjo             | Pontevedra | 130             |                                                           |
| Cambados             | Pontevedra | 115             |                                                           |
| Villanueva de Arosa  | Pontevedra | 54              |                                                           |
| Villagarcía de Arosa | Pontevedra | 47              | Archivado el 27 de septiembre de 2007 en Wayback Machine. |
| Catoira              | Pontevedra | 35              |                                                           |
| Puentecesures        | Pontevedra | 25              |                                                           |

### Ruta terrestre desde El Grove
| Población | Provincia  | A Santiago (km) | Web |
| --------- | ---------- | --------------- | --- |
| El Grove  | Pontevedra | 134             |     |
| Cambados  | Pontevedra | 115             |     |

### Ruta terrestre desde Ribeira
| Población              | Provincia  | A Santiago (km) | Web |
| ---------------------- | ---------- | --------------- | --- |
| Ribeira                | La Coruña  | 72              |     |
| La Puebla de Caramiñal | La Coruña  | 64              |     |
| Boiro                  | La Coruña  | 56              |     |
| Rianjo                 | La Coruña  | 45              |     |
| Dodro                  | La Coruña  | 30              |     |
| Puentecesures          | Pontevedra | 25              |     |

### Ruta marítimo-fluvial
| Población                                | Provincia              | A Santiago (km) | Web                                                       |
| ---------------------------------------- | ---------------------- | --------------- | --------------------------------------------------------- |
| Entrada de la Ría de Arosa               | La Coruña y Pontevedra | 0               |                                                           |
| Isla de Onza (Bueu)                      | Pontevedra             | 0               |                                                           |
| Isla de Ons (Bueu)                       | Pontevedra             | 0               |                                                           |
| Isla de Sálvora (Ribeira)                | Pontevedra             | 0               |                                                           |
| Punta Abelleira (El Grove)               | Pontevedra             | 0               |                                                           |
| Isla de La Toja/Da Toxa (El Grove)       | Pontevedra             | 0               |                                                           |
| Costa de Meaño                           | Pontevedra             | 0               |                                                           |
| Costa de Cambados                        | Pontevedra             | 0               |                                                           |
| Puebla del Caramiñal                     | La Coruña              | 0               |                                                           |
| Isla de Arosa                            | Pontevedra             | 0               |                                                           |
| Costa de Villagarcía de Arosa            | Pontevedra             | 0               | Archivado el 27 de septiembre de 2007 en Wayback Machine. |
| Costa de Boiro                           | La Coruña              | 0               |                                                           |
| Costa de Rianjo                          | La Coruña              | 0               |                                                           |
| Desembocadura del Río Ulla               | La Coruña y Pontevedra | 0               |                                                           |
| Islas Malveiras (Villagarcía de Arosa)   | Pontevedra             | 0               |                                                           |
| Isla de Cortegada (Villagarcía de Arosa) | Pontevedra             | 0               |                                                           |
| Costa de Bamio (Villagarcía de Arosa)    | Pontevedra             | 0               |                                                           |
| Puentecesures                            | Pontevedra             | 25              |                                                           |

### Galería de imágenes

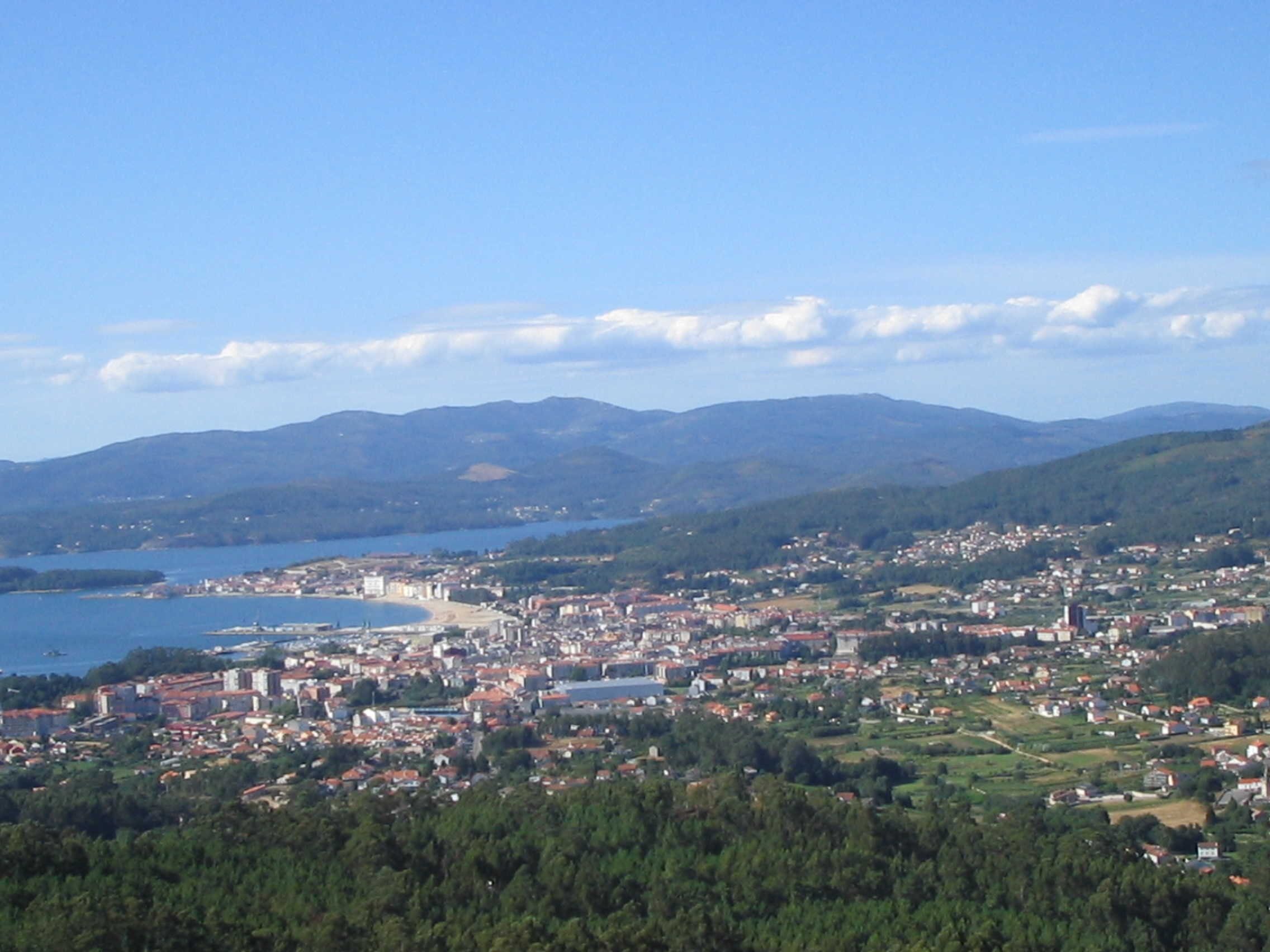
Villagarcía de Arosa (Pontevedra)
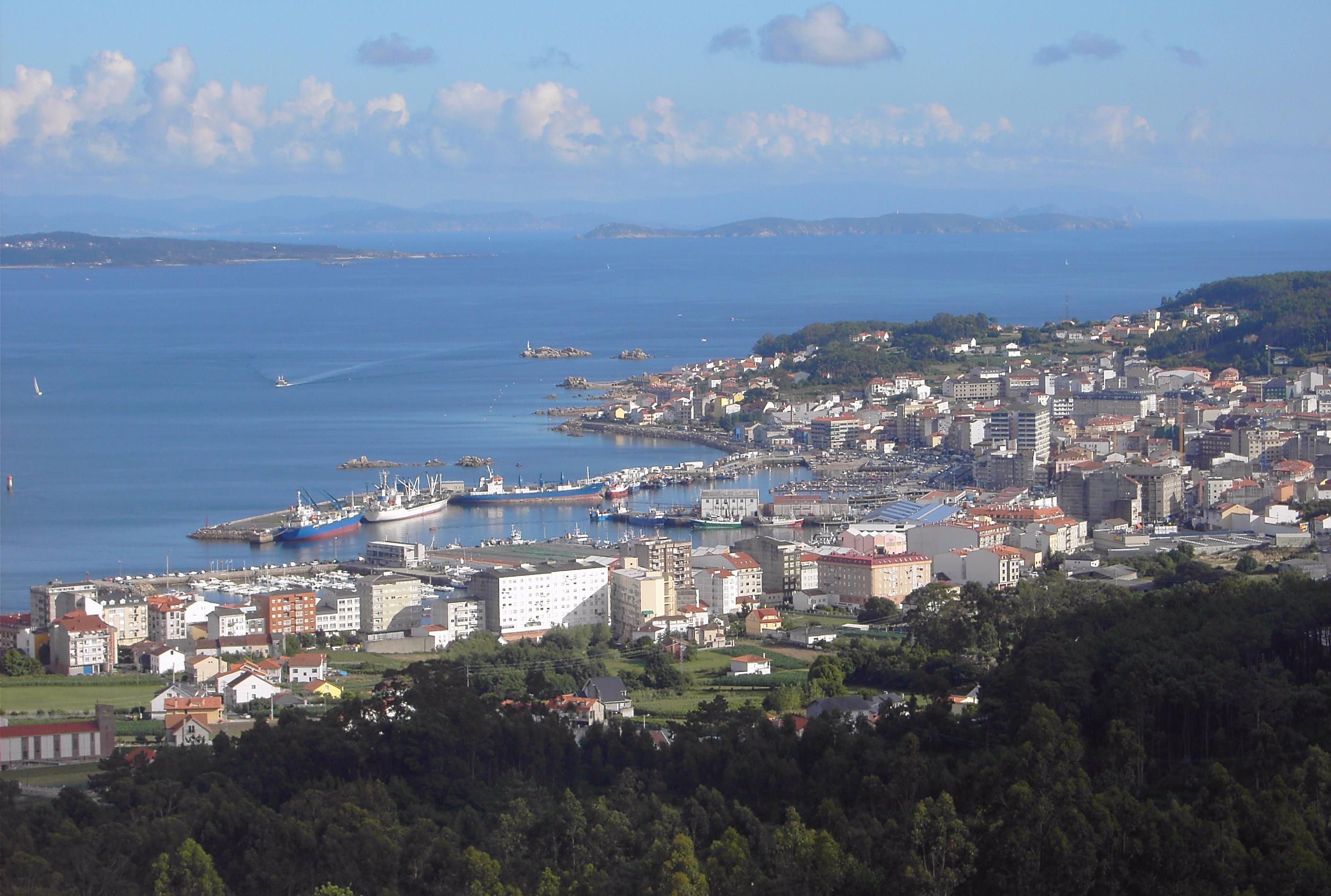
Ribeira (La Coruña)
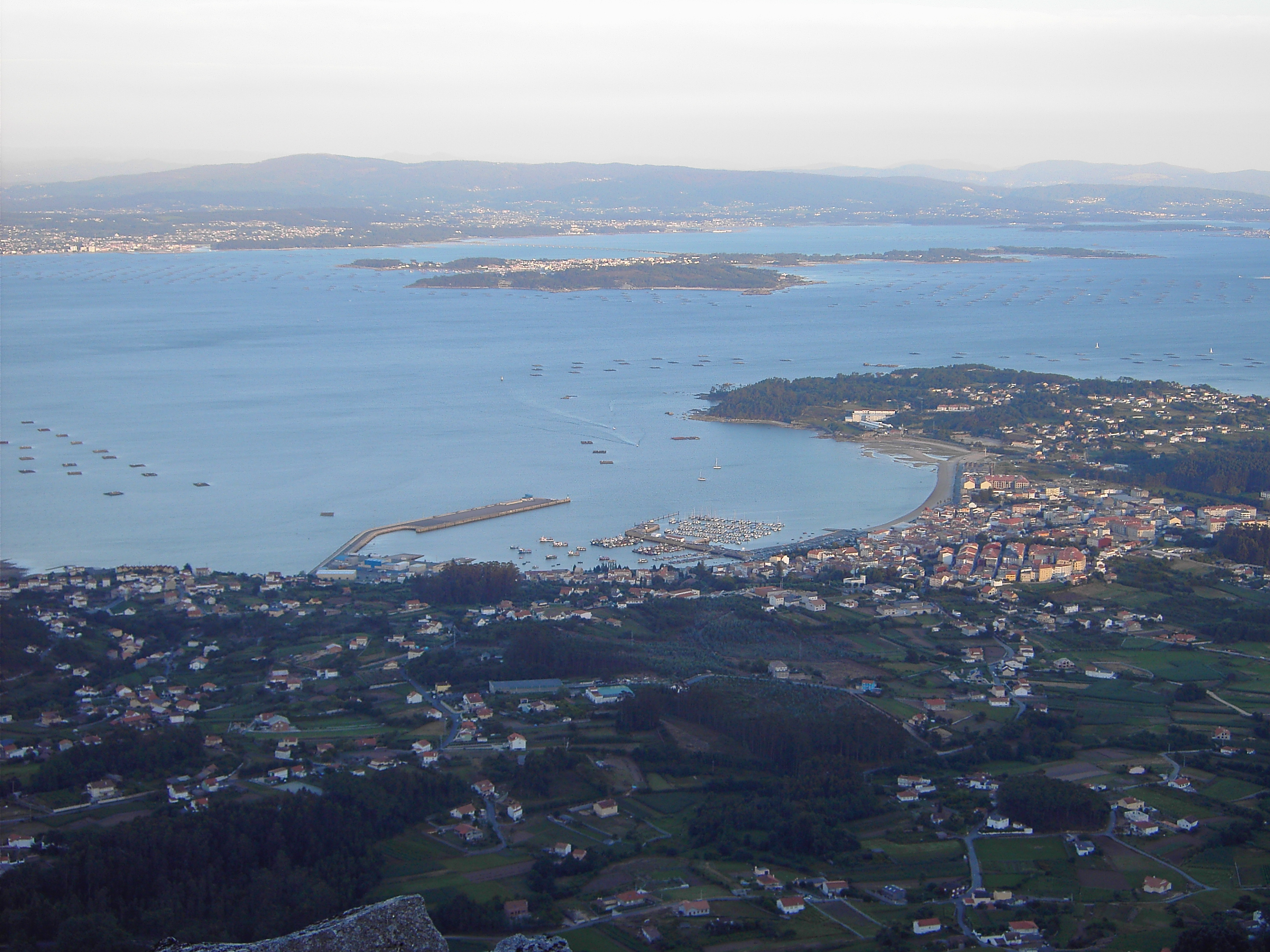
Ría de Arosa
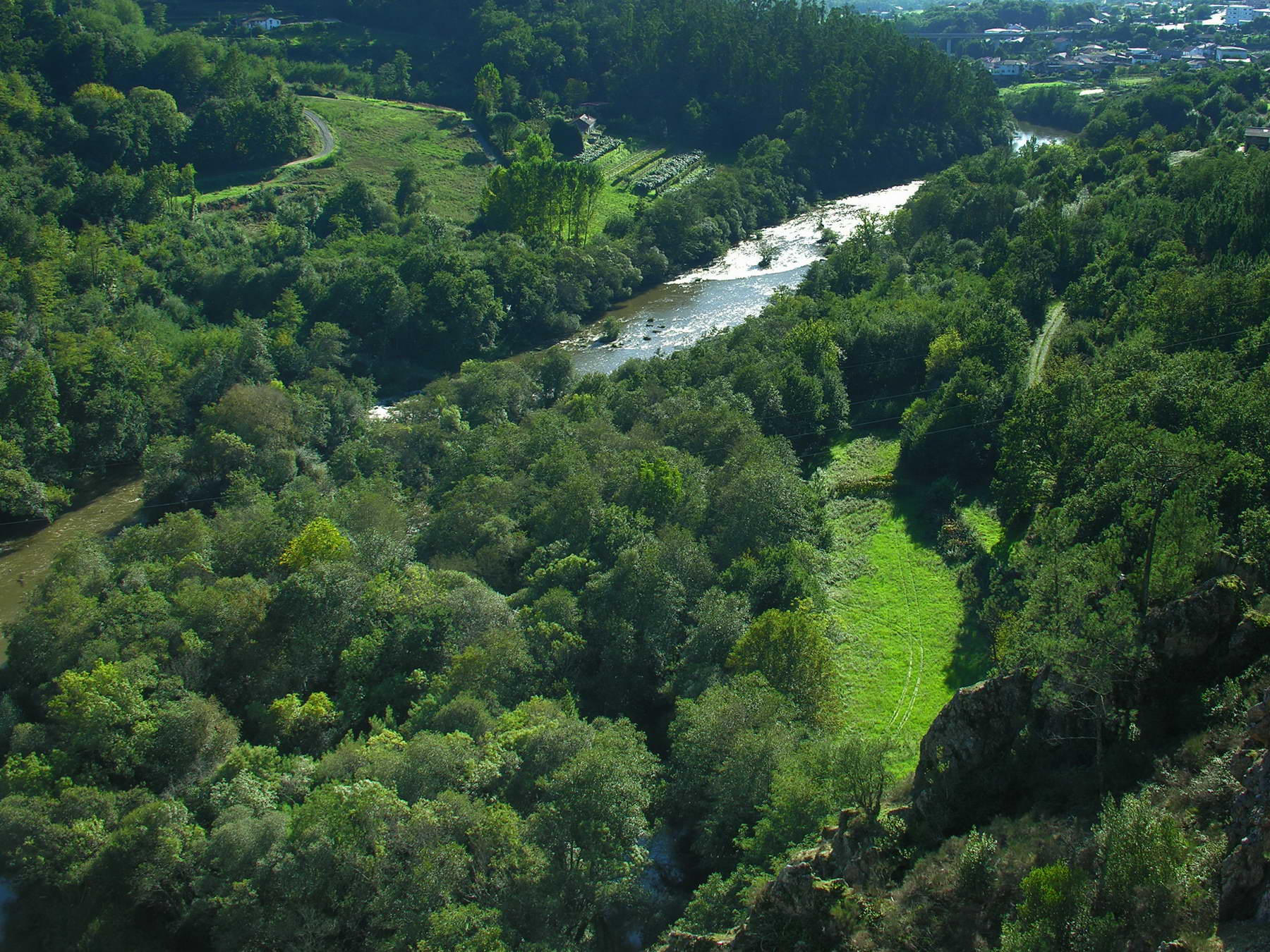
Río Ulla

## Patrimonio de la ruta

### Patrimonio natural y paisajístico
- Es precisamente el patrimonio natural y paisajístico lo que caracteriza de manera primordial a esta ruta jacobea que tiene como tarjeta de presentación la mayor parte del territorio que abarca el Parque Nacional de las Islas Atlánticas. Algunos de los parajes de mayor interés son:
  - Desembocadura del río Umia.
  - Isla de Cortegada.
  - Isla de La Toja.
  - Isla de Ons.
  - Isla de Onza.
  - Isla de Sálvora.
  - Islas Briñas.
  - Islas Malveiras.
  - Marismas del río Ulla (Brañas de Laíño y Vilar).
  - Monte Xiabre.
  - Playa de La Lanzada.

### Patrimonio artístico y monumental
- Pero esta ruta no es sólo desde el punto de vista ecológico. También el patrimonio monumental es de gran interés, constituido por una nutrida colección de edificios religiosos y civiles, obras de ingeniería y estructuras ornamentales. Algunos de los bienes que lo integran son:
  - Antiguo almacén de tabaco en Puentecesures.
  - Castro de La Lanzada en Sangenjo.
  - Convento de Vistalegre en Villagarcía de Arosa.
  - Crucero en Catoira.
  - Crucero de Cortegada en Villagarcía de Arosa.
  - Crucero de San Lázaro en Puentecesures.
  - Crucero del puente en Puentecesures.
  - Ermita de Nuestra Señora de la Lanzada en El Grove.
  - Fuente del peregrino en Puentecesures.
  - Iglesia de San Martín en El Grove.
  - Iglesia de San Sebastián en El Grove.
  - Iglesia de San Vicente en El Grove.
  - Iglesia de Santa María la Antigua en Puebla del Caramiñal.
  - Iglesia parroquial de San Julián en Puentecesures.
  - Monasterio de Cortegada en Villagarcía de Arosa.
  - Pazo de Bazán en Cambados.
  - Pazo de Casa Grande en Puebla del Caramiñal.
  - Pazo de Fefiñanes-Figueroa en Cambados.
  - Pazo de La Cueva en Puentecesures.
  - Plaza de Galicia en Villagarcía de Arosa.
  - Puente de la Misarela en Puebla del Caramiñal.
  - Puente romano en Puentecesures.
  - Torre de Bermúdez en Puebla del Caramiñal.
  - Torre de La Lanzada en Sangenjo.

### Patrimonio cultural y popular
- De entre todas las manifestaciones culturales y populares que tienen lugar en estas comarcas, es la Romería Vikinga que se celebra anualmente en Catoria la única que ha logrado obtener el reconocimiento de Fiesta de Interés Turístico Internacional.

### Galería de imágenes
- Wikimedia Commons alberga una categoría multimedia sobre Camino de Santiago de la Ría de Arosa.

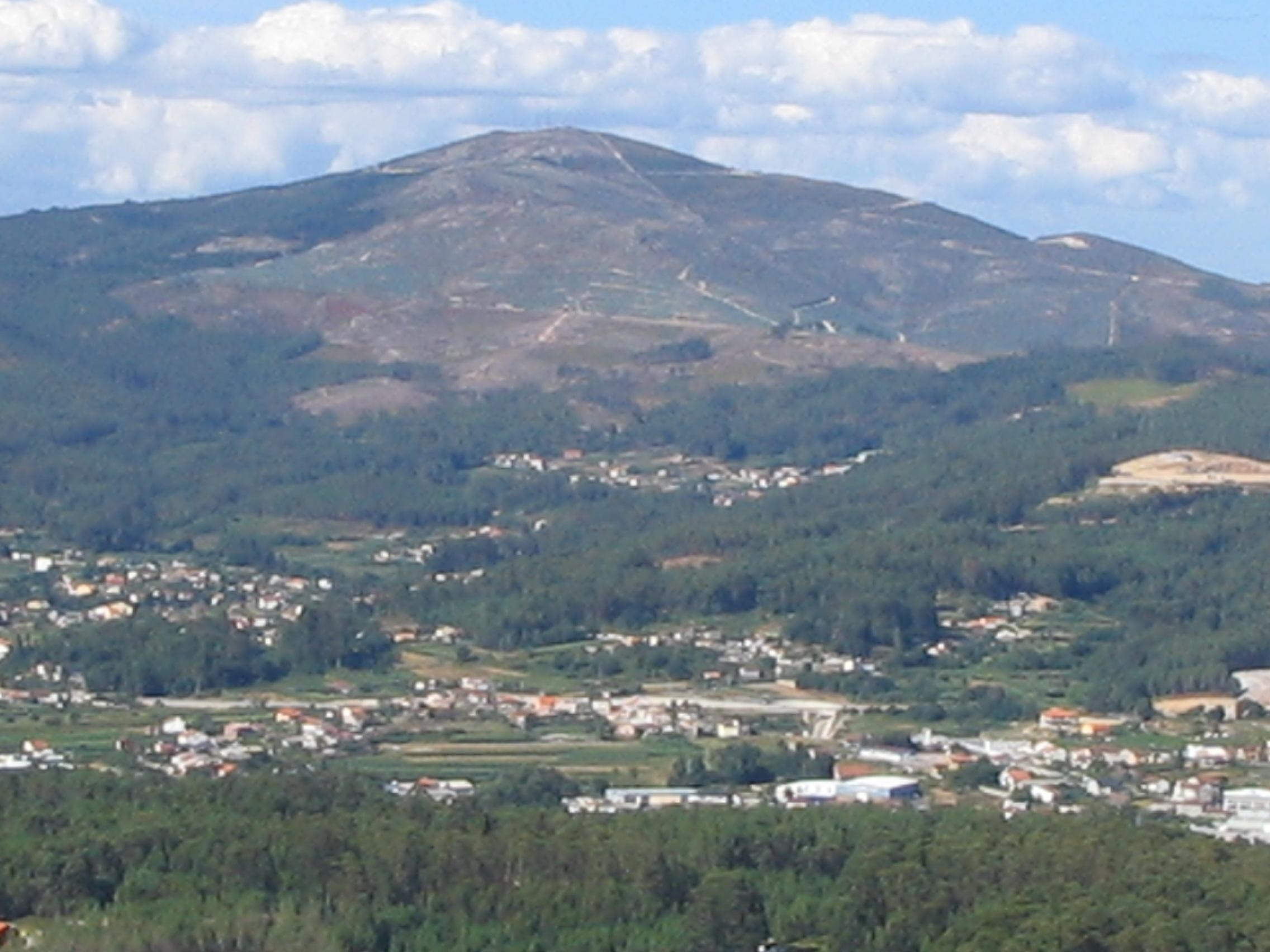
Monte Xiabre cerca de Villagarcía de Arosa
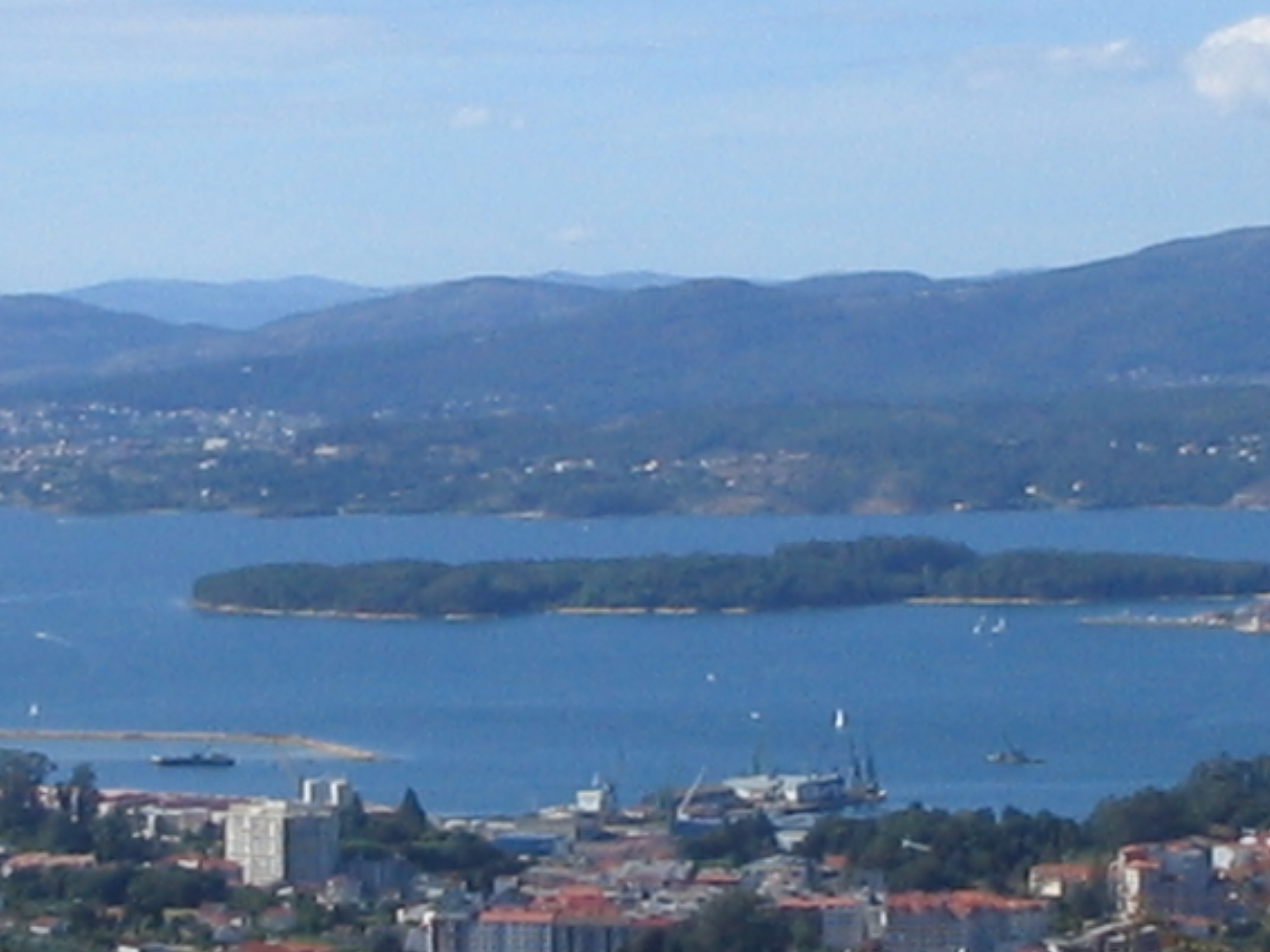
Isla de Cortegada en la Ría de Arosa
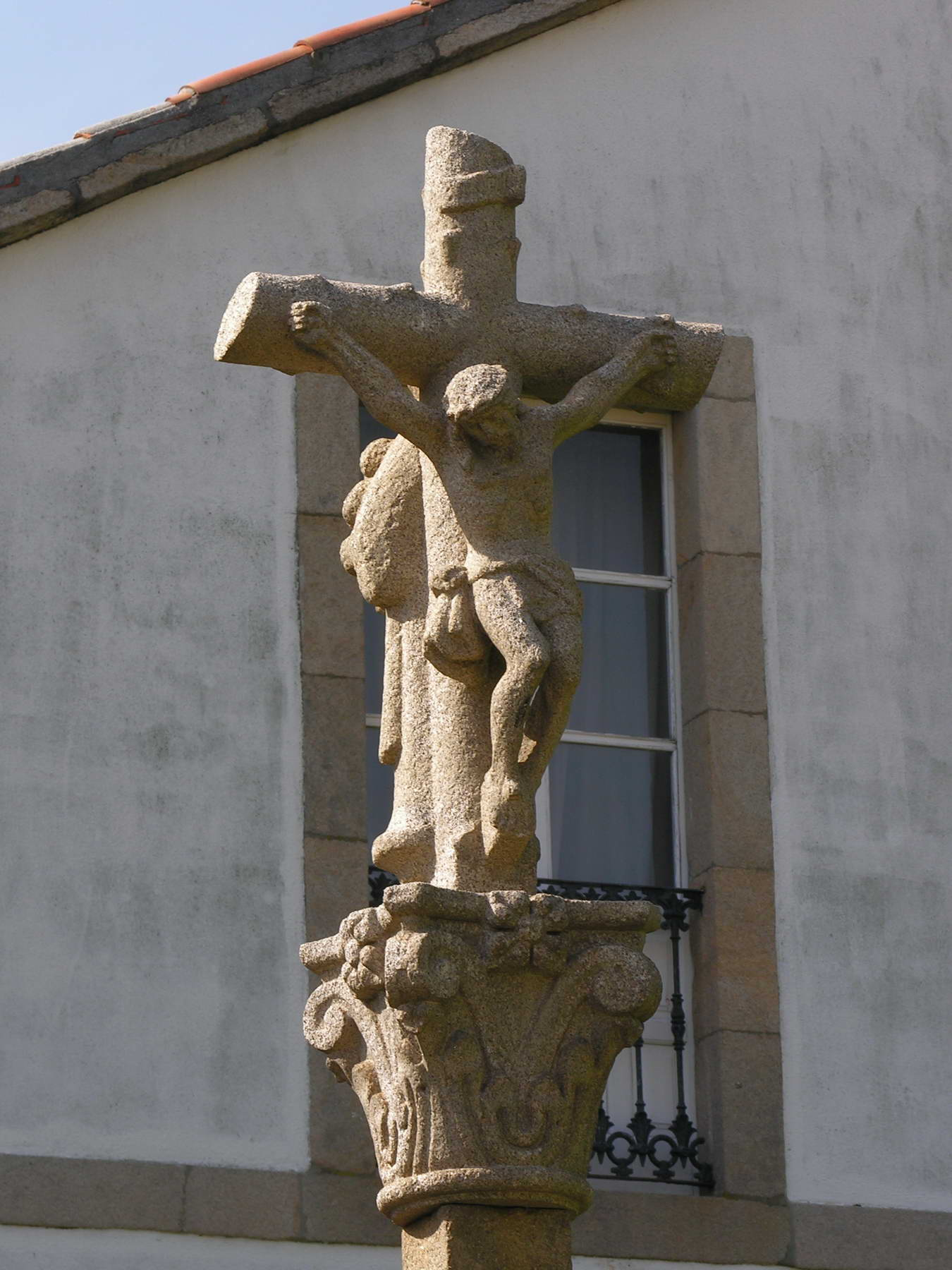
Crucero en Catoira
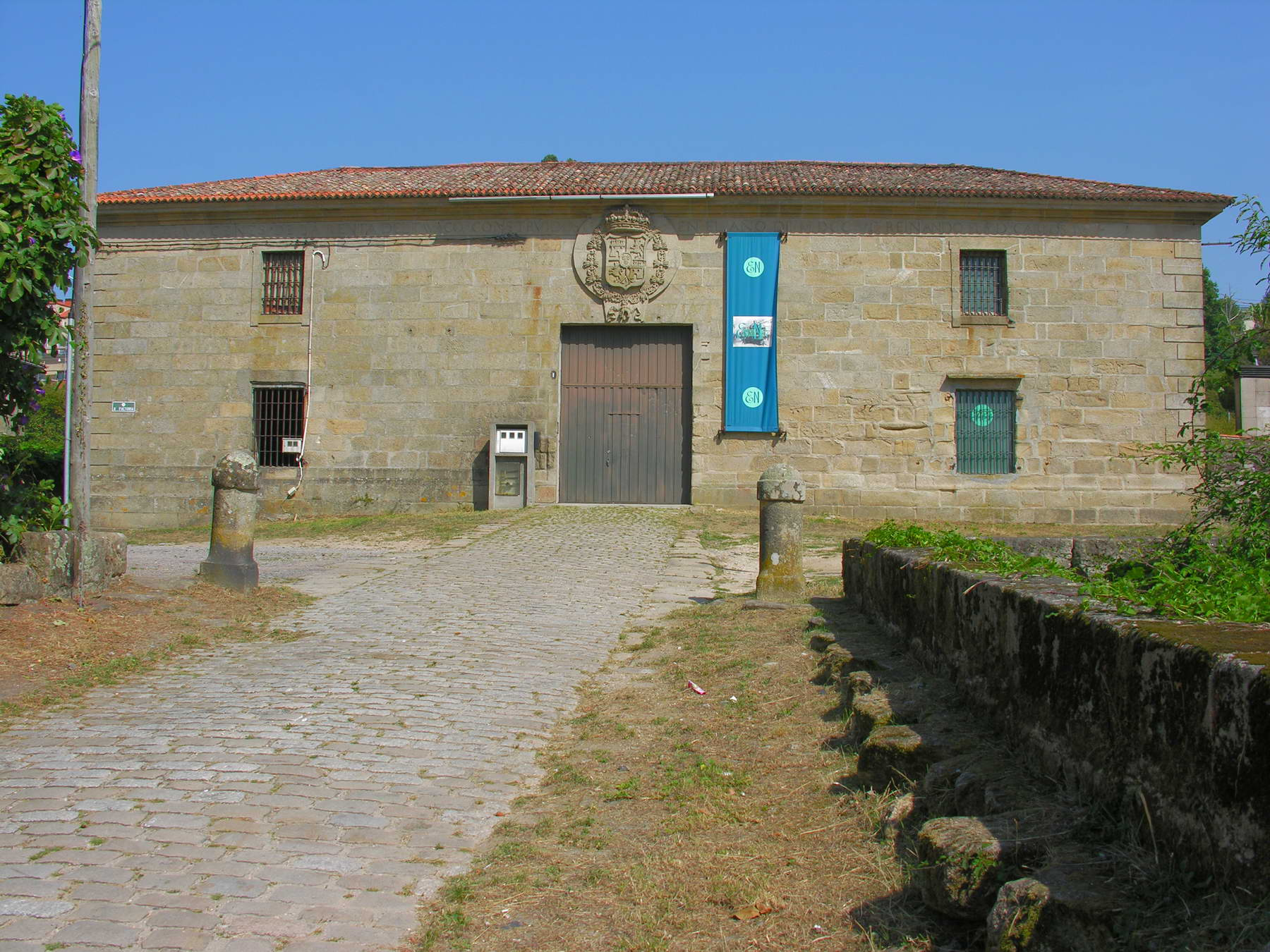
Antiguo almacén de tabaco en Puentecesures

## Saber más
Este artículo es una ampliación de los Caminos de Santiago en España.

### Documentación y bibliografía
El Camino de Santiago. Antón Pombo. Ed. Anaya Touring. 2004
Ruta Marítima del Mar de Arousa y Río Ulla. Ed. Consellería de Cultura. Junta de Galicia. 1999

### Información en la red
- caminodesantiago.org
- La Traslatio Xacobea por Mar
- El Camino a Santiago
- Federación Española de Amigos del Camino de Santiago
- santiagoturismo.com
- Camino de Santiago
- Fundación Ruta Xacobea mar de Arousa y río Ulla

- Datos: Q5742389
- Multimedia: Ruta Xacobea do Mar de Arousa e Ulla / Q5742389